# McLaren MP4-19
McLaren MP4-19  je vůz Formule 1 stáje West McLaren Mercedes, který se účastnil mistrovství světa v roce 2004.

## McLaren
- Model: McLaren MP4-19
- Rok výroby: 2004
- Země původu: Velká Británie
- Konstruktér: Adrian Newey
- Debut v F1: Grand Prix Austrálie 2004

## MP4-19
MP4-19 je název závodního monopostu formule 1, který v roce 2004 používala stáj West McLaren Mercedes. Monopost navrhl designér Adrian Newey a stal se přirozenou evolucí předchozího stroje MP4-18, jenž se ukázal jako pomalý, nespolehlivý a dokonce neprošel crash testy FIA, takže se nemohl zúčastnit mistrovství světa. Monopost se poprvé objevil na trati ve španělské Valencii, kde ho při testech řídil David Coulthard. Pohonnou jednotkou byl třílitrový desetiválec Mercedes FO 110Q, převodovka byla poloautomatická sedmi rychlostní. Řada změn na voze probíhala v souladu s novými předpisy FIA, kde asi nevýznamnější změnou bylo pravidlo o použití jednoho motoru na celý závodní víkend. Motor FO 110Q byl stavěn tak aby bez potíží zvládl tréninky, kvalifikaci a závod, výsledkem toho byla velmi kompaktní a lehká pohonná jednotka, která pomohla vozu k lepší ovladatelnosti a změně těžiště.
Start do nové sezóny se týmu příliš nepodařil a v prvních sedmi závodech dojel třikrát na bodech a to dvakrát na osmém místě a jednou šestý. Tyto výsledky přiměli vedení a konstruktéry k pracím na B specifikaci vozu.

## MP4-19B
Nový monopost se ovšem neukázal v příliš přívětivém světle, takže byla stáj nucena nasadit ještě během též sezóny značně modifikovanou verzi MP4-19B, která byla radikální změnou původního konceptu přepracovaná zejména v aerodynamické části. Přestože nedošlo k nijak velikému progresu ukázal se změněný vůz přece jen částečně rychlejší a též spolehlivější. Katastrofální výsledky vozu MP4-19 donutily vedení nasadit specifikaci B již při Grand Prix Francie 2004, a první úspěch se dostavil hned v následujícím závodě v Silverstone, kde za deště dojel Kimi Räikkönen na druhém místě. Již v kvalifikaci prokázal finský pilot že rychlost vylepšeného monopostu není náhodná a zajistil si pole position. Nejlepším výsledkem se stalo první místo v Grand Prix Belgie, kde Kimi Räikkönen dokázal dojet na prvním místě před zdánlivě neporazitelným Ferrari F2004 Michaela Schumachera. Krom toho dokázal Kimi Räikkönen dojet třetí v Číně a druhý v Brazílii, čímž znatelně stáhl náskok konkurenčních týmů.

## Výsledky
| Rok  | Šasi            | Motor                         | Pneu | No.       | Jezdec    | 1   | 2   | 3   | 4   | 5   | 6   | 7   | 8   | 9   | 10  | 11  | 12  | 13  | 14  | 15  | 16  | 17  | 18  | Body | Umístění |
| ---- | --------------- | ----------------------------- | ---- | --------- | --------- | --- | --- | --- | --- | --- | --- | --- | --- | --- | --- | --- | --- | --- | --- | --- | --- | --- | --- | ---- | -------- |
| 2004 | McLaren MP4-19  | Mercedes-Ilmor FO110Q 3.0 V10 | M    |           |           | AUS | MAL | BHR | SMR | ESP | MON | EUR | CAN | USA | FRA | GBR | GER | HUN | BEL | ITA | CHN | JPN | BRA | 69   | 5.       |
| 2004 | McLaren MP4-19  | Mercedes-Ilmor FO110Q 3.0 V10 | M    | 5         | Coulthard | 8   | 6   | Ret | 12  | 10  | Ret | Ret | 6   | 7   |     |     |     |     |     |     |     |     |     | 69   | 5.       |
| 2004 | McLaren MP4-19  | Mercedes-Ilmor FO110Q 3.0 V10 | M    | 6         | Räikkönen | Ret | Ret | Ret | 8   | 11  | Ret | Ret | 5   | 6   |     |     |     |     |     |     |     |     |     | 69   | 5.       |
| 2004 | McLaren MP4-19B | Mercedes-Ilmor FO110Q 3.0 V10 | M    |           |           |     |     |     |     |     |     |     |     |     |     |     |     |     |     |     |     |     |     | 69   | 5.       |
| 2004 | 5               | Mercedes-Ilmor FO110Q 3.0 V10 | M    | Coulthard |           |     |     |     |     |     |     |     |     | 6   | 7   | 4   | 9   | 7   | 6   | 9   | Ret | 11  |     | 69   | 5.       |
| 2004 | 6               | Mercedes-Ilmor FO110Q 3.0 V10 | M    | Räikkönen |           |     |     |     |     |     |     |     |     | 7   | 2   | Ret | Ret | 1   | Ret | 3   | 6   | 2   |     | 69   | 5.       |